# Pierre Jacques Thorin de La Thanne
Pierre Jacques Thorin de la Thanne, né le 8 juin 1715 à Courbevoie, où il est mort le 14 novembre 1803, est un général de brigade de la Révolution française.

## États de service
Il entre en service en 1734, dans le régiment de Courten, il participe à la Bataille de Clausen le 20 octobre 1735, et il est nommé enseigne le 5 janvier 1736, puis aide-major un peu plus tard. Il rejoint le régiment des Gardes Suisses en qualité d’enseigne dans la compagnie Reding, le 1er mars 1743, et en 1744, il assiste aux sièges de Menin le 4 juin 1744, et d’Ypres le 25 juin suivant avec le grade de sous-lieutenant. En récompense de sa conduite, il est fait chevalier de Saint-Louis. 
Il fait les sièges de Fribourg le 11 octobre 1744, et de Tournai en avril – juin 1745. Il est blessé à la bataille de Fontenoy le 11 mai 1745. Il est nommé colonel le 23 mars 1763, et il devient capitaine de grenadier au régiment des Gardes Suisses le 1er mars 1780, avec le grade de brigadier d’infanterie. Il est promu maréchal de camp le 5 décembre 1781, et il est mis en non activité en 1791.
Il est arrêté le 12 janvier 1794. Emprisonné à la prison Saint-Lazare, il est remis en liberté le 10 août 1794.
Il meurt le 14 novembre 1803 à Courbevoie.

## Sources
- (en) « Generals Who Served in the French Army during the Period 1789 - 1814: Eberle to Exelmans »
- Abbé Piquemal, Etudes sur la ville et paroisse de Courbevoie, Honoré Champion éditeur, Paris, 1908, p. 56.